# Martín Ramírez
Martín Alonso Ramírez Ramírez (født 8. november 1960 i Bogotá) er en tidligere colombiansk landevejscykelrytter.